# Juice (logiciel)
Pour les articles homonymes, voir Juice.
Juice (iPodder est son ancien nom) est un logiciel libre de baladodiffusion de sons, de vidéos et d'autres supports d'information en fichiers (sous licence GPL).